# Hans Lades
Hans Lades (* 23. Februar 1908 in Nürnberg; † 12. September 1987 in Erlangen) war ein deutscher Historiker.

## Leben
Der Sohn von Heinrich Lades, Staatsbankdirektor, und Elise Lades, geb. Schlemmer, besuchte von 1918 bis 1927 das humanistische Gymnasium in Amberg. Lades war in der Bündischen Jugend aktiv. Von 1928 bis 1930 gehört er der Bundesleitung des Großdeutschen Jugendbunds an. 1931/32 war er Kanzler der Nachfolgeorganisation Freischar junger Nation. 1929 saß er dem Hochschulring deutscher Art in Erlangen vor. Nach dem Zweiten Weltkrieg gehörte er dem Freideutschen Kreis an, einer Organisation ehemaliger Bündischer.
Zum 1. Mai 1933 trat Lades der NSDAP (Mitgliedsnummer 3.176.862) und dem NS-Dozentenbund bei.
Er studierte in Erlangen, Berlin und Prag. Nach dem Rigorosum 1936, der Promotion 1939 zum Dr. phil. und der Habilitation 1940 wurde er 1942 Dozent für Mittlere und Neuere Geschichte in Erlangen. Am Zweiten Weltkrieg nahm er als Soldat teil. Am 26. November 1945 wurde er durch die amerikanische Militärregierung entlassen. Nach der Wiedererteilung der Lehrbefugnis 1948 wurde er 1949 Privatdozent für Mittlere und Neuere Geschichte an der Universität Erlangen und 1951 außerplanmäßiger Professor. 1973 trat er in den Ruhestand.

## Schriften (Auswahl)
- Die Tschechen und die deutsche Frage. Erlangen 1938, OCLC 604439750.
- Die Nationalitätenfrage im Karpatenraum. Der österreichische Ordnungsversuch 1848/49. Wien 1941, OCLC 1258435795.
- Deutsche Politik von Ebert bis Brüning. München 1953, OCLC 313761589.
- Bismarck und die Mittellage Deutschlands in Europa. Eine Studie zum 150. Geburtstag. Pfaffenhofen an der Ilm 1965, OCLC 247729516.